# Bykowskij
Bykowskij (ros. Быковский) – osiedle typu miejskiego w Rosji, w Jakucji, w rejonie bułuńskim.
Leży nad zatoką Buor-Chaja (Morze Łaptiewów), około 40 km na północ od Tiksi; współrzędne geograficzne 72°00′N 129°08′E/72,000000 129,133333; 1 tys. mieszkańców (1992). Port rybacki, przemysł rybny; połączenie żeglugowe z Tiksi.
Założone w 1942 r.